# Chiesa di San Giovanni Nepomuceno Martire (Moena)
La chiesa di San Giovanni Nepomuceno Martire è una chiesa sussidiaria nella frazione di Penia a Moena. Rientra nella zona pastorale di Fiemme e Fassa dell'arcidiocesi di Trento e risale al XVIII secolo.

## Storia

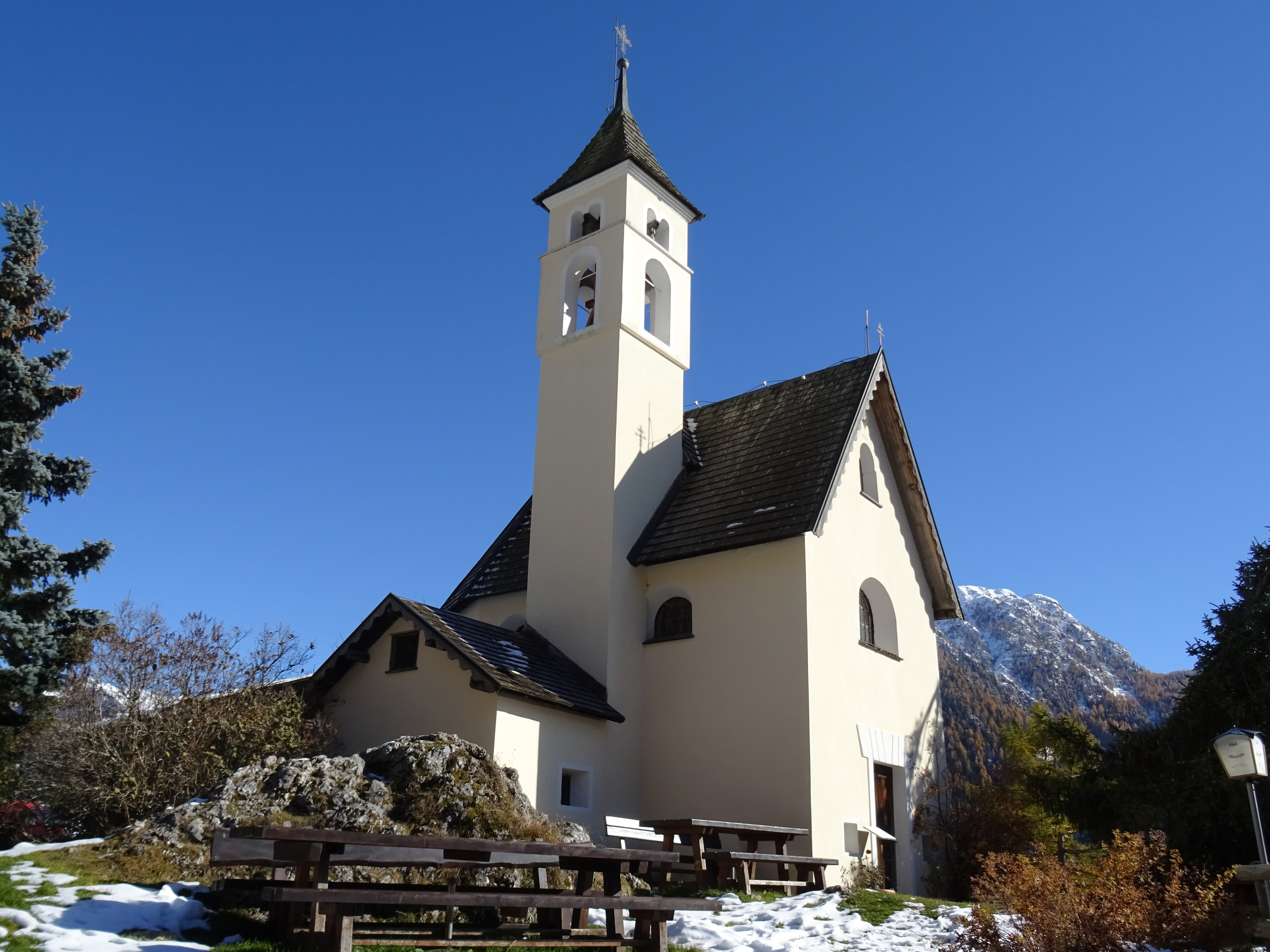
Chiesa con torre campanaria e sagrestia.

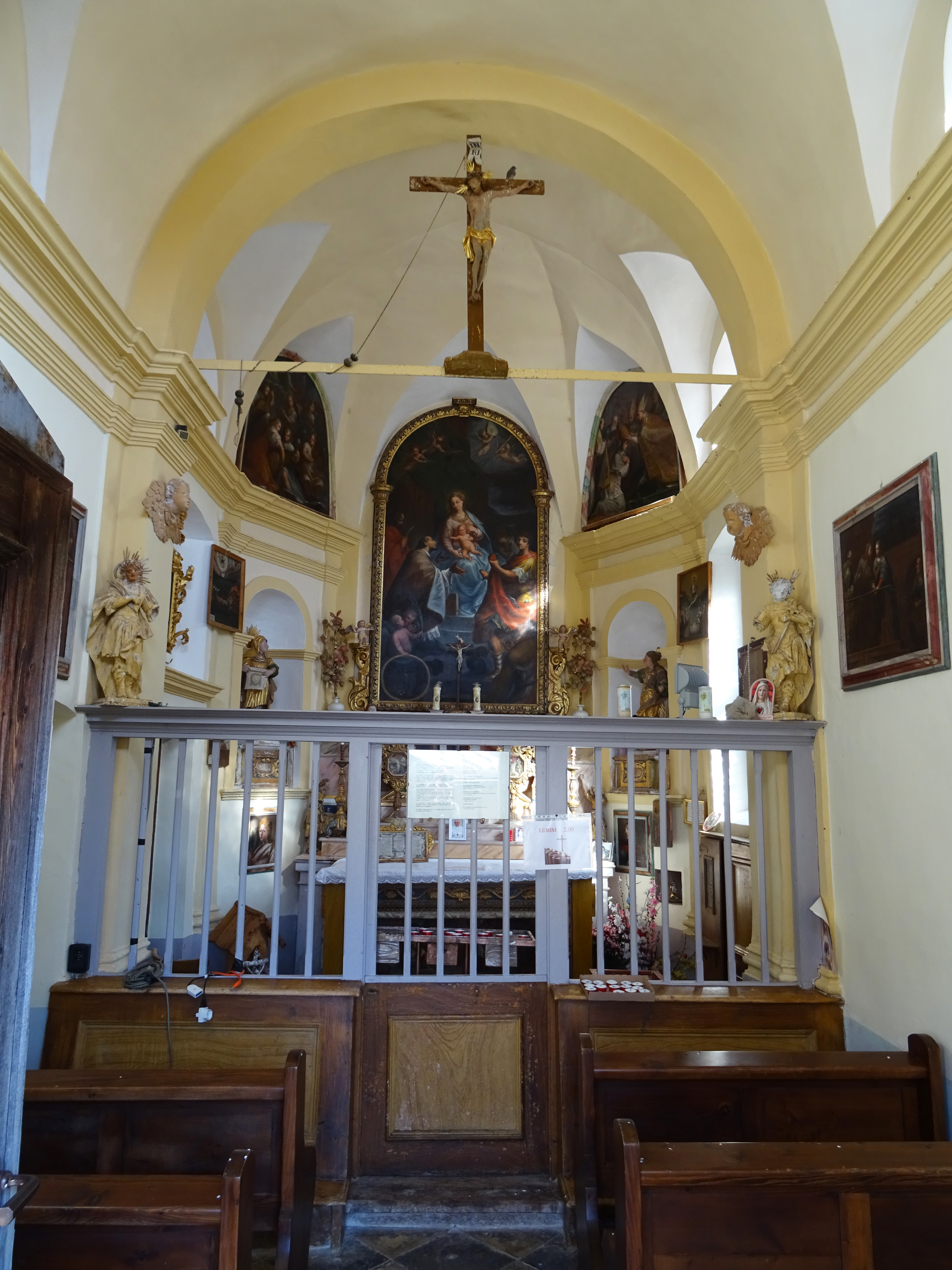
Presbiterio.

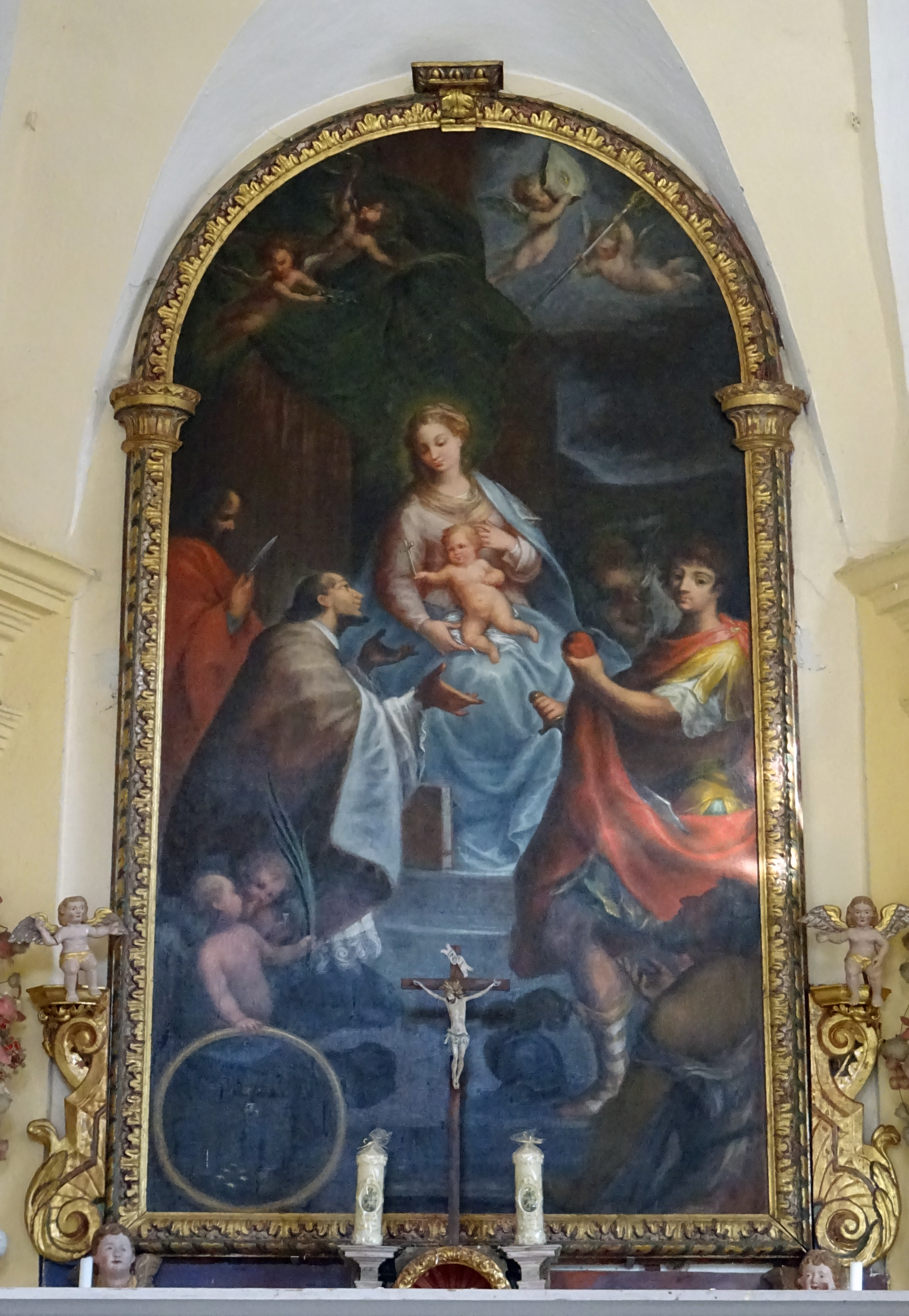
Pala d'altare.

La piccola chiesa con dedicazione a San Giovanni Nepomuceno martire nella frazione di Penia di Moena venne eretta tra il secondo e il terzo decennio del XVIII secolo, anche per dar seguito al voto per una scampata alluvione.
Gli interni vennero decorati ad affresco nel 1732, in particolare la volta della sala e la controfacciata e nello stesso anno venne celebrata la solenne consacrazione.
All'inizio del XX secolo divenne oggetto di un restauro generale.
Nel 1978 venne nuovamente restaurata, e la data dei lavori fu riportata sulla parte alta della facciata. Dopo l'intervento, nel 1979, la chiesa venne benedetta.

## Descrizione

### Esterni
La chiesa si trova nell'abitato di Penia di Moena, in posizione elevata, e mostra orientamento verso nord-est. La facciata a capanna è semplice con due spioventi ad angolo acuto. Il portale architravato è sormontato in asse dalla grande finestra con arco ribassato sopra la quale si apre una seconda finestra di minore dimensione. La torre campanaria si trova in posizione arretrata sulla sinistra, compresa tra il corpo della chiesa e della sagrestia. La cella è doppia e si apre con quattro finestre a monofora nella parte inferiore mentre le aperture della parte superiore sono a bifora. Si conclude con la cuspide a forma di piramide a base quadrata che si assottiglia verso l'altro. Le coperture della chiesa, della torre e della sagrestia sono in scandole di legno.

### Interni
La navata interna è unica con volta a botte. Il presbiterio è leggermente rialzato e separato dalla sala da una balaustra in legno che funge da inginocchiatoio che si continua con inferriate lignee che permettono ai fedeli di assistere alle funzioni. Abside e sala sono riccamente decorati dai dipinti di Martino Gabrielli.